# Aedes christophersi
Aedes christophersi är en tvåvingeart som beskrevs av Edwards 1922. Aedes christophersi ingår i släktet Aedes och familjen stickmyggor. Inga underarter finns listade i Catalogue of Life.